# Нью-Йорк, Нью-Йорк (песня)
«Нью-Йорк, Нью-Йорк» (англ. New York, New York) — песня и музыкальная тема, впервые прозвучавшая в исполнении Лайзы Миннелли в фильме Мартина Скорсезе «Нью-Йорк, Нью-Йорк» (премьера — 21 июня 1977 года). Композиция была специально написана композитором Джоном Кандером и автором стихов Фредом Эббом к этому музыкальному фильму. В 1979 году песня была несколько по-новому аранжирована и исполнена в новой интерпретации Фрэнком Синатрой для альбома «Trilogy: Past Present Future». С тех пор эта песня неразрывно связана с этими двумя исполнителями.

## История создания
Согласно интервью, данному Кандером и Эббом крупнейшей национальной радиостанции США NPR в 2002 году, песня «рождалась в гневе». Авторы были приглашены Скорсезе для создания пяти композиций к новому кинофильму, включая главную тему. Начальный вариант был представлен режиссёру и актёрам Лайзе Миннелли и Роберту Де Ниро. Последний высказал мнение, что песня «должна быть сильнее… возможно попробовать ещё раз?». Композитор и поэт вышли с прослушивания в возмущении, что молодые актёры учат их сочинять. Позже Эбб признал, что Де Ниро прав, но в пылу гнева песня была переписана очень быстро. Собственно фильм большого успеха не имел, но Минелли продолжала исполнять песню на своих концертах. На Олимпиаде 1984 года в Лос Анджелесе песню Нью-Йорк, Нью-Йорк пела жительница Нью-Йорка Минелли в сопровождении 24-х концертных роялей Стейнвей сделанных в Нью-Йорке.

## Фрэнк Синатра делает песню популярной
В 1978 году Фрэнк Синатра создал свою версию песни «Нью-Йорк, Нью-Йорк».
Первое концертное исполнение песни Синатра сделал в сентябре 1978 года в Радио Сити Мюзик Холле Нью Йорка.
В 1979 году свою версию песни «Нью-Йорк, Нью-Йорк» Фрэнк Синатра записал в студии , использовав свой оркестр и новую музыкальную аранжировку, а также переделав текст и интонационные акценты по-своему. Синатра обновил песню придав ей новое смысловое значение о смелости человека из маленького городка решительно начинающего новую жизнь, чтобы реализовать свою мечту и стать лучшим в самом большом городе. Артист не только заменил несколько строк текста - My old town blues на These little town blues и To find I’m king of the hill, Head of the list на And find I’m a number one, top of the list), но и усилил эмоциональное содержание песни которое помимо слов выражено особой интонацией голоса Синатры. Эбб признаёт, что не он автор этих изменений, но благодарен Синатре за то, что певец сделал песню столь популярной.
Фрэнк Синатра записал несколько версий песни «Нью-Йорк, Нью-Йорк». Самая последняя версия записана в 1993 году в дуэте с Тони Беннеттом для последнего прижизненного альбома Синатры "Duets" для которого использовались новые технологии записи и цифрового редактирования информации.

## Текст песни (вариант в исполнении Фрэнка Синатры)
Изменения в авторской версии, сделанные Синатрой, выделены курсивом.
Start spreading the news, I’m leaving today

Начинайте распространять новости, что я сегодня уезжаю.
I want to be a part of it — New York, New York

Я хочу быть частичкой Нью-Йорка.
These vagabond shoes, are longing to stray

Эти ботинки бродяги жаждут гулять — 
Right through the very heart of it — New York, New York

прямо по самому сердцу Нью-Йорка.
I want to wake up in a city, that doesn’t sleep
Я хочу проснуться в городе, который никогда не спит, 
And find I’m king of the hill — top of the heap
И узнать, что Я - царь этой горы, на вершине всего. 
These little town blues, are melting away

Эти тоскливые чувства маленького городка тают,
I’ll make a brand new start of it — in old New York

Я начну новую жизнь — в старом Нью-Йорке.
If I can make it there, I’ll make it anywhere

Если Я добьюсь успеха там, то добьюсь где угодно,
It’s up to you — New York, New York

Решать тебе, Нью-Йорк.
New York, New York 

I want to wake up in a city, that never sleeps

Я хочу проснуться в городе, который никогда не спит, 
And find I’m a number one, top of the list
И узнать, что я — «Номер один», во главе списка, 
king of the hill. A number one… 

«царь горы», номер один…
These little town blues, are melting away 

Эти тоскливые чувства маленького городка тают,
I’m gonna make a brand new start of it — in old New York 

Я начну новую жизнь — в старом Нью-Йорке.
If I can make it there, I’m gonna make it anywhere 

Если Я добьюсь успеха там, то добьюсь где угодно,
It’s up to you — New York, New York
Решать тебе, Нью-Йорк!

## Известные примеры исполнения
- При завершении домашней игры бейсбольного клуба «Нью-Йорк Янкис» победой на стадионе звучал «Нью-Йорк, Нью-Йорк» в исполнении Синатры, при поражении — в исполнении Миннелли. В настоящее время из-за многочисленных жалоб поклонников певицы традиция прекращена[2].
- 12 декабря 1990 года на концерте в Meadowlands Arena, который Синатра давал в день своего 75-летия, он, предваряя исполнение «Нью-Йорк, Нью-Йорк», пригласил на сцену Миннелли, и они исполнили песню вместе[3].
- Песня звучит на Тайм-Сквер в исполнении Фрэнка Синатры в 00:00 1 января каждый год. Это получило неофициальный статус нью-йоркской новогодней традиции[4].
- Песня звучит в фильме «Гремлины 2: Новенькая партия» в исполнении одного из гремлинов, планирующих вырваться в Нью-Йорк, в мультфильме «Мадагаскар» и в эпизоде телесериала «Альф».